# 南大澤站
南大澤站（日语：／ Minami-ōsawa eki */?）是一個位於東京都八王子市南大澤二丁目，屬於京王電鐵相模原線的鐵路車站。車站編號是KO43。

## 歷史
南大澤站一帶是多摩新市鎮的「西部地區」。南大澤站前約20公頃土地為該西部地區的「地區中心」。

### 設置過程
京王帝都電鐵當初計畫將相模原線延伸至橋本站時，決定於此地建設新站，稱「由木平站」。之後隨著多摩新市鎮的發展，追加京王堀之內站與多摩境站。
由木平站設於此地的理由為此地是京王多摩中心站與橋本站的中間點，且周邊是新住宅市街地開發事業地，但車站一帶當時仍是尚未開發的地區。另外，當時相模原線有從橋本往津久井湖方向延伸的構想，因此車站有保留用地可擴充為2面4線島式月台。
京王多摩中心 - 橋本站間的延伸工程中，多摩中心至本站的線路與車站建設工程較為順利，本站至橋本站間因土地收購等問題造成全線通車時程延後，京王被迫先行開通京王多摩中心至本站的區間，以緩解本站南側新住區居民的交通問題。

### 設置後

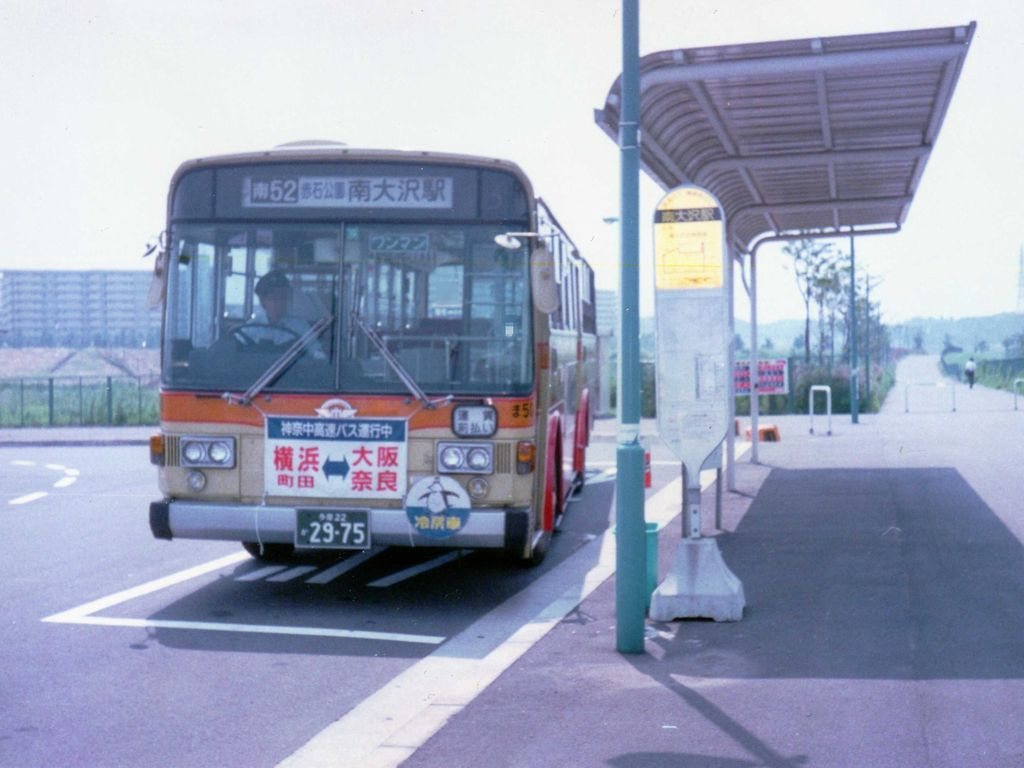
通車後的南大澤站巴士站附近。當時車站周邊仍未開發

1988年（昭和63年）5月21日，南大澤站開業。但是，車站開設後，周邊仍是未開發狀態。新住區的團地在車站以南約500公尺處。
之後在多摩新市鎮不斷開發下，東京都立大學（現首都大學東京）與天普大學日本校（之後退出）、八王子南郵便局（現南大澤站前郵便局）陸續進駐。東京都立大學最初計畫遷至立川，但因用地問題而選擇南大澤。另外，綜合超市、百貨店等入駐的大規模商業設施「GALLERIA YUGI」（ガレリア・ユギ）於車站南側開幕。
但由於車站人口不足，使得百貨店與綜合超市陸續退出。1997年（平成9年）起，依據本地的需求與成熟度重新招商，吸引超市、暢貨商場、影城等進駐，加上市立的文化會館等公共設施，使得此地逐漸展現出「地區中心」的樣貌。加上相模原線急行運轉開始，本站作為急行停車站，使用者不斷上升。2013年（平成25年），特急重新復活，本站成為特急停車站。

### 年表
- 1988年5月21日，作為京王帝都電鐵的車站啟用，最初是相模原線延線的臨時站，以南大澤站為終點站，除了快速在京王多摩中心站折返外，所有種類的列車均停靠此站。
- 1990年3月30日，京王相模原線全線通車。
- 1991年4月6日，快速開始停靠此站。
- 2001年3月27日，相模原線新設的急行開始停靠此站。
- 2007年7月31日，車站的改善工程完工，商場Frente南大澤啟用。
- 2009年12月3日，樓高五層的商場Frente南大澤新館啟用。
- 2013年2月22日，相模原線第二代的特急開始停靠此站，同時通勤快速易名為區間急行，並且以KO43作為車站編號。
- 2015年（平成27年）9月25日 - 相模原線準特急開始營運，本站為準特急停車站。[2]

### 站名由來
江戶時代，現在八王子市附近有兩個「大澤村」，本站周邊屬於南邊的大澤村，因而命名為「南大澤」。相模原線延伸工程計畫時的臨時站名「由木平」，是來自於過去的「南多摩郡由木村」。

## 車站構造
本站為相對式月台2面2線地面車站，站房為跨站式。跨站式站房與設有巴士總站的站前廣場及人車分離的行人專用道地盤同高。
相模原線往橋本站的延伸工程進行時，因用地收購問題造成延遲。因此本站有段時間為起始、終點站。當時一號月台的終點列車利用橋本側下行本線折返用的折返線回到2號月台載客。延伸至橋本後，橫渡線僅在緊急時刻折返使用。
剪票口與月台間設有電梯與電扶梯。
廁所在站房內。

### 月台配置
| 月台 | 路線     | 方向 | 目的地                               |
| ---- | -------- | ---- | ------------------------------------ |
| 1    | 相模原線 | 下行 | 橋本方向                             |
| 2    | 相模原線 | 上行 | 調布、明大前、笹塚、新宿、新宿線方向 |

## 使用情況
2016年度一日平均上下車人次為64,057人。在多摩新市鎮車站中僅次於京王多摩中心站名列第2。
車站周邊有大型商業設施與都立4大學改組的首都大學東京等，利用人數不斷上升。2009年超越京王八王子站，成為京王電鐵在八王子市使用者最多的車站。此外，本站使用者數還高於轉乘站京王稻田堤站、京王永山站。
開業後的一日平均上下車人次、上車人次如下表。
| 年度               | 1日平均 上下車人次 | 1日平均 上車人次 | 來源   |
| ------------------ | ------------------ | ---------------- | ------ |
| 1988年（昭和63年） | 7,563              |                  |        |
| 1989年（平成元年） | 10,816             |                  |        |
| 1990年（平成02年） | 13,216             | 6,307            | [ 5 ]  |
| 1991年（平成03年） | 21,328             | 10,604           | [ 6 ]  |
| 1992年（平成04年） | 26,488             |                  | [ 7 ]  |
| 1993年（平成05年） | 28,769             | 14,419           | [ 8 ]  |
| 1994年（平成06年） | 31,353             | 15,710           | [ 9 ]  |
| 1995年（平成07年） | 33,460             | 16,697           | [ 10 ] |
| 1996年（平成08年） | 34,181             | 17,052           | [ 11 ] |
| 1997年（平成09年） | 35,805             | 17,915           | [ 12 ] |
| 1998年（平成10年） | 38,113             | 19,255           | [ 13 ] |
| 1999年（平成11年） | 39,414             | 19,683           | [ 14 ] |
| 2000年（平成12年） | 44,004             | 22,104           | [ 15 ] |
| 2001年（平成13年） | 46,207             | 23,197           | [ 16 ] |
| 2002年（平成14年） | 48,947             | 24,597           | [ 17 ] |
| 2003年（平成15年） | 50,554             | 25,333           | [ 18 ] |
| 2004年（平成16年） | 51,123             | 25,633           | [ 19 ] |
| 2005年（平成17年） | 51,585             | 25,778           | [ 20 ] |
| 2006年（平成18年） | 52,992             | 26,430           | [ 21 ] |
| 2007年（平成19年） | 56,238             | 27,932           | [ 22 ] |
| 2008年（平成20年） | 58,193             | 28,915           | [ 23 ] |
| 2009年（平成21年） | 60,501             | 30,055           | [ 24 ] |
| 2010年（平成22年） | 60,396             | 29,970           | [ 25 ] |
| 2011年（平成23年） | 60,097             | 29,779           | [ 26 ] |
| 2012年（平成24年） | 61,111             | 30,240           | [ 27 ] |
| 2013年（平成25年） | 62,530             |                  |        |
| 2014年（平成26年） | 61,708             |                  |        |
| 2015年（平成27年） | 62,877             |                  |        |
| 2016年（平成28年） | 64,057             |                  |        |

## 車站周邊

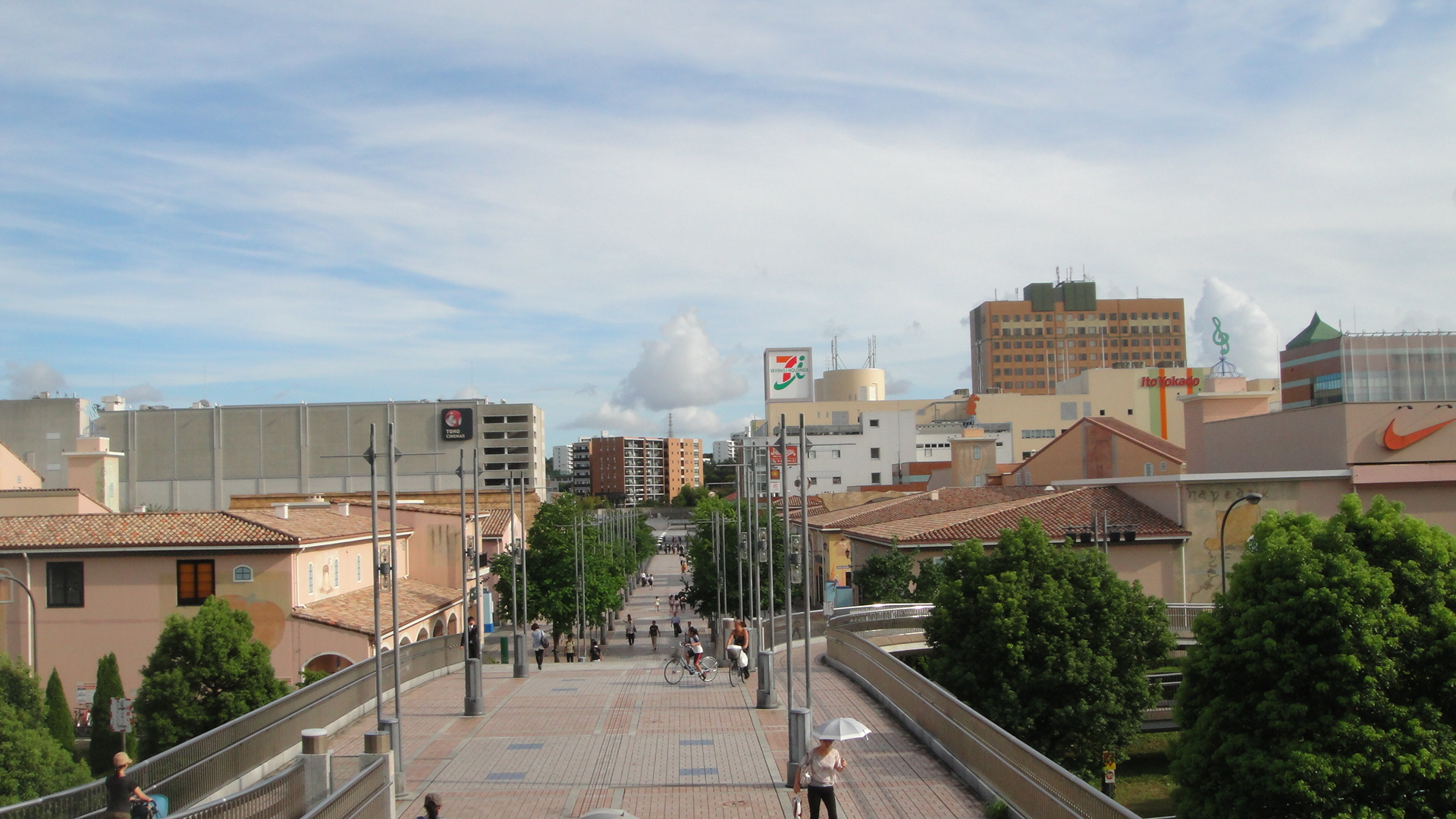
首都大學東京前遠望南大澤站方向む
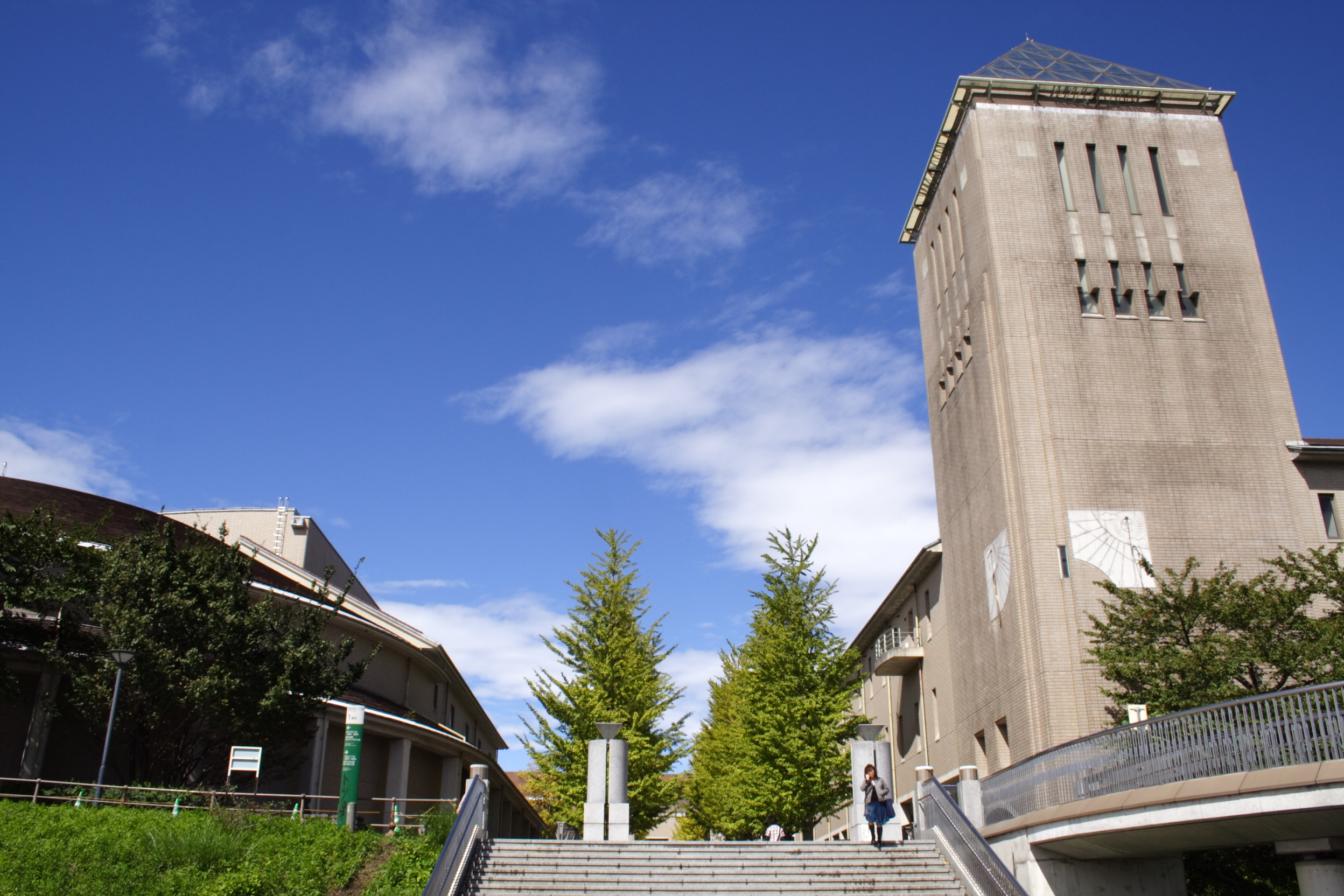
首都大學東京大澤校區
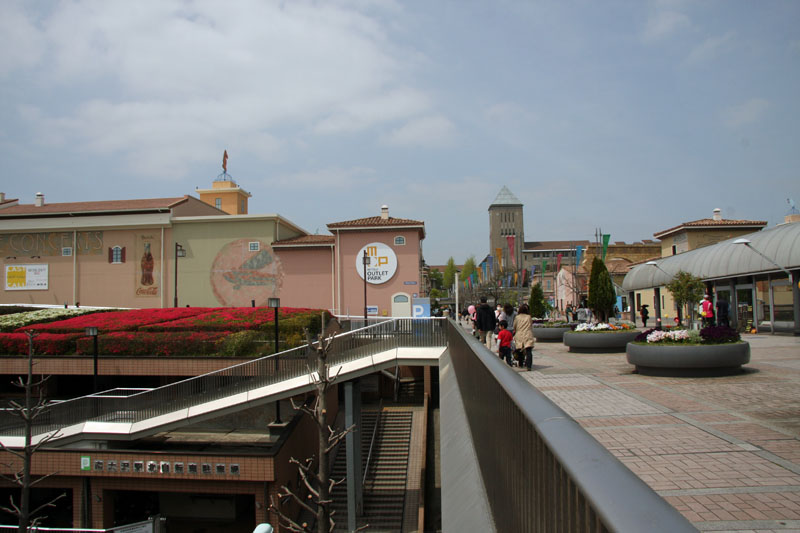
三井OUTLET PARK多摩南大澤

本站周邊是多摩新市鎮西部地區的「地區中心」。東京都將多摩新市鎮視為「核都市」，其中三個中心地區（本地、多摩中心站周邊、若葉台站周邊）同屬東京都的「都心等據點地區」。
此地以多摩新市鎮通為界，北側是多摩新市鎮第20住區，南側是第14住區。

### 第20住區（北側）
- 首都大學東京南大澤校區
- 三井OUTLET PARK多摩南大澤（日语：南大沢）
- 大和房屋（日语：大和ハウス工業）八王子Living Salon
- 警視廳南大澤警察署（日语：南大沢警察署）

### 第14住區（南側）
- 巴士圓環
- GALLERIA YUGI
  - 伊藤洋華堂南大澤店
  - 野島電器（日语：ノジマ）
  - 文教堂（日语：文教堂）南大澤店（アニメガ南大沢店併設）
- fab娛樂廣場（fabエンタテイメントスクエア）
  - TOHO CINEMAS（日语：TOHOシネマズ）南大澤
- PAORE（パオレ）
- frente南大澤（日语：フレンテ南大沢）
- frente南大澤新館
- PLAZA A（商業設施）
- Forest Mall南大澤（フォレストモール南大沢）
  - Sundrug（日语：サンドラッグ）南大澤店
  - 蔦屋書店南大澤店
- TOTO八王子展示廳
- Southern Wings南大澤（サザンウインズ南大沢）
  - 瑞穗銀行南大澤支店
- FRESCO南大澤（フレスコ南大沢）
  - 八王子市役所南大澤事務所
  - 八王子市南大澤圖書館
  - 八王子市保健福祉中心
  - 八王子市南大澤生涯學習中心
  - 八王子市南大澤市民中心
  - 八王子市南大澤文化會館
  - 東京法務局（日语：東京法務局）八王子支局
  - 診所
- 南大澤中鄉公園
- 八幡神社 - 例祭日（日语：例祭）為每年8月26日。創建年代不明，自古以來是南大澤的鎮守神。神社內的毽子櫟樹齡推定有600年[29]。
- 山崎學園大學
- 救急振興財團（日语：救急振興財団）事務局/東京研修所

### 巴士路線
本站可搭乘京王巴士南、京王巴士東、神奈川中央交通、東京空港交通四間公司的路線巴士。
1號乘車處
- 南51：大平公園方向南大澤團地循環（有深夜巴士）〔京王巴士南、神奈川中央交通〕
- 南52：赤石公園方向南大澤團地循環〔京王巴士南、神奈川中央交通〕

2號乘車處
- 堀03：經大平公園、長池小學校往京王堀之內站（有深夜巴士）〔京王巴士南、神奈川中央交通〕

3號乘車處
- 南60：內裏谷戶公園方向南大澤五丁目循環〔京王巴士南〕
- 南60：內裏橋、南大澤五丁目方向南大澤五丁目循環〔京王巴士南〕
- 南60：經內裏橋、南大澤五丁目往內裏谷戶公園（有深夜巴士）〔京王巴士南〕
- 南61：經內裏橋、南大澤五丁目往多摩美術大學〔京王巴士南〕
- 南61：經內裏橋、南大澤五丁目往水浦團地入口〔京王巴士南〕
- 南62：經內裏谷戶公園往多摩美大前〔京王巴士南〕
- NT01：經內裏橋、南大澤五丁目、內裏谷戶公園、多摩境站往橋本站（深夜巴士）〔京王巴士南〕

4號乘車處
- 北03：經殿谷戶往北野站北口〔京王巴士南〕
- 八60：經殿谷戶、北野站南口往八王子站南口(有深夜巴士)〔京王巴士南〕
- 八61：經中山、北野站南口往八王子站南口〔京王巴士南〕

5號乘車處
- 桜80：經由木折返場往聖蹟櫻丘站(有深夜巴士)〔京王巴士南〕
- 桜84：經板橋、帝京大學入口往聖蹟櫻丘站〔京王巴士南、神奈川中央交通〕
- 桜84：經橫井手、宮下往相模原北口〔京王巴士南、神奈川中央交通〕

6號乘車處
- 南63：經上柚木、多摩美大往橋本站北口〔京王巴士南〕
- 南64：經首都大北往京王堀之內站〔京王巴士南〕
- 成田多摩中心線：往成田機場〔京王巴士南、東京空港交通〕
- 羽田多摩中心線：往羽田機場〔京王巴士南、東京空港交通〕
- 多摩河口湖線：經富士急高原樂園、富士山站往河口湖站〔京王巴士南〕
- 立川飯田線：經伊那交流道、駒根交流道往飯田站〔京王巴士南〕

其他
- 深夜急行巴士：新宿站西口 → 稻城站 → 永山站 → 多摩中心站 → 南大澤站 → 多摩境站 → 橋本站〔京王巴士東〕

## 相鄰車站
京王電鐵
 相模原線
■特急、■準特急、■急行
京王多摩中心（KO41）－南大澤（KO43）－橋本（KO45）
■區間急行、■快速、■各站停車
京王堀之內（KO42）－南大澤（KO43）－多摩境（KO44）

## 外部連結
- 南大澤 - 京王電鐵